# Ouro (Santa Catarina)
Pour les articles homonymes, voir Ouro.
Ouro est une ville brésilienne de l'ouest de l'État de Santa Catarina.

## Géographie
Ouro se situe par une latitude de 27° 20′ 29″ sud et par une longitude de 51° 37′ 05″ ouest, à une altitude de 485 mètres.
Sa population était de 7 371 habitants au recensement de 2010. La municipalité s'étend sur 206 km2.
Elle fait partie de la microrégion de Joaçaba, dans la mésorégion Ouest de Santa Catarina.

## Histoire
Localité fondée le 20 octobre 1906 par des descendants d'immigrants italiens venus du Rio Grande do Sul, la municipalité est créée le 7 avril 1963.
La couleur dorée des champs de blé, principale céréale cultivée à l'époque de la colonisation, donne son nom à la ville (ouro signifie « or » en français).
Au cours du temps, l'activité économique de la localité évolue en fonction de nécessités de l'époque. Tout d'abord, pour répondre aux besoins des ouvriers affectés à la construction de la voie ferrée traversant la vallée du rio do Peixe, ainsi qu'à celle de leurs familles, de nombreux commerces s'installent à Ouro, proposant produits alimentaires et divers objets courants.
Parallèlement, de nombreux agriculteurs se mirent à l'élevage (bœufs et porcs principalement), pour fournir en viande fraîche les commerces locaux, à une époque où de nombreuses familles venaient s'installer dans la région, après la construction de la voie ferrée qui donna un grand élan au développement de toute la région.

## Économie
De nos jours, la production agricole constitue la principale activité économique de la municipalité (culture du maïs, élevage de volailles, élevage bovin et porcin et production laitière notamment). La municipalité encourage actuellement la plantation de vignes destinées à la production de raisin pour l'exploitation vinicole. La production s'organise autour de divers syndicats locaux qui coordonnent les activités agricoles.
La municipalité compte également quelques petites industries et un secteur de prestation de services.
Ouro a été récompensé de deux prix significatifs en 2001 pour la qualité de ses projets. Tout d'abord, le « Prix Fritz Müller de l'Environnement », pour son projet de collecte sélective des déchets. De même, le « Prix Mário Covas » destiné aux municipalités / maires faisant preuve d'esprit entreprenarial, pour le projet « Del'Oro » de développement d'une production artisanale de produits alimentaires.

## Tourisme et événements
Tout au long de l'année, Ouro accueille de nombreuses manifestations parmi lesquelles on peut citer:
- en février : les fêtes dans les grottes de Notre-Dame de Lourdes (localités de Leãozinho et Rancho Grande; ainsi que la fête de Nossa Senhora dos Navegantes (« Notre-Dame des Marins » en français), patronne de la municipalité, avec procession fluviale sur les eaux du rio do Peixe;
- en avril : festivités de l'anniversaire de la création de la municipalité;
- dernier dimanche de mai: procession de Nossa Senhora do Caravággio, du centre ville au sanctuaire;
- en juin : 
  - fête coloniale italienne dans la localité de Linha Sagrado (le 2e dimanche);
  - fête de Saint Jean-Baptiste (le 3e dimanche);
  - festival de la chanson italienne (1re quinzaine);
  - diner italien (3e jeudi du mois);
  - nuit du fromage et du vin (3e samedi);
- 26 juillet : Festa do Colono;
- 18 septembre : Festa do Leitão Light;
- en octobre : fête de Notre-Dame d'Aparecida (Nossa Senhora Aparecida en portugais) le 2e dimanche du mois;
- en décembre : festivités de Noël.

Toute l'année se déroulent de nombreuses fêtes religieuses dans les 22 chapelles des localités rurales de la municipalité et ses différents quartiers. Récemment, une nouvelle chapelle Sainte-Pauline a été fondée dans le quartier de Kleinnubing.
L'activité touristique est importante dans la municipalité pour son histoire religieuse ainsi que ses sites naturels.

## Villes voisines
Ouro est voisine des municipalités (municípios) suivantes :
- Capinzal
- Ipira
- Presidente Castelo Branco
- Jaborá
- Joaçaba
- Lacerdópolis